# Dodonaea tepperi
Dodonaea tepperi là một loài thực vật có hoa trong họ Bồ hòn. Loài này được F.Muell. ex Tepper mô tả khoa học đầu tiên năm 1880.